# Marktredwitz
Marktredwitz là một đô thị tại huyện Wunsiedel, bang Bayern, Đức. Đô thị này tọa lạc 22 km về phía bắc của Cheb, 50 km về phía đông của Bayreuth và 50 km về phía nam của Hof/Saale.